# Paul Young
Paul Antony Young (Luton, 17 de gener de 1956) és un cantant de Pop i músic britànic. A més de cantar, toca el baix. Es feu famós el 1985 amb la cançó Everytime you go away (Cada vegada que t'allunyes) i aleshores el seu àlbum No Parlez arribà a ser disc de platí a molts països. La seua carrera es revifà el 1991 quan va cantar en duo amb el cantant italià Zucchero la balada-pop "Senza una Donna" (Sense una dona) que va ser un èxit internacional.

## Biografia
Paul Young nasqué a Luton, a la regió anglesa de Bedfordshire, el 1956 al si d'una família modesta. Durant la seua joventut jugava al futbol per a la fàbrica Vauxhall Motors i alhora tocava el baix amb diversos grups.
El seu primer grup, del qual fou el cantant principal, es deia Kat Kool & The Kool Kats. Més endavant al tombant dels anys 1970 integrà una altra banda, Streetband, que aconseguí entrar als amb la cançó "Toast". L'èxit fou efímer i la formació es dissolgué al desembre de 1979.
En 1992 va participar en el Tribut a Freddie Mercury juntament amb els membres restants de Queen interpretant la cançó "Radio Ga Ga".
Va llançar una col·lecció de les seues cançons més famoses. No obstant això, sa major popularitat la va obtenir fent noves interpretacions de cançons conegudes com a "Wherever I lay may hat (that's my home") de Marvin Gaye, o "Everytime you go away" de Daryl Hall i John Oates. El seu últim disc de versions i cançons escrites per ell es va editar el 1997 sota el títol "Paul Young".
En l'actualitat participa regularment en una sèrie de concerts - nostàlgia dels 80 a Gran Bretanya anomenats "Here and Now" amb estrelles del tipus Martin Fry ("ABC"), Peter Cox (Go West), Kim Wilde, Tony Hadley (Spandau Ballet) i també participa en la SAS BAND formada per músics britànics dels 70 i 80.

## Àlbums
- No Parlez (1983)
- The Secret of Association (1985)
- Between Two Fires (1986)
- Other Voices (1990)
- From Time To Time - The Singles Collection (1990)
- The Crossing (1993)
- Reflections (1994)
- Paul Young (1997)
- The Essential Paul Young (2003)
- Rock Swings - On the Wild Side of Swing (2006)